# L'immagine errante
L'immagine errante (Das wandernde Bild) è un film muto del 1920 diretto in Germania da Fritz Lang.

## Trama

### Atto Primo
Piccolo treno a cremagliera. Una donna sola, molto afflitta, vedova di Georg Vanderheit, riceve un telegramma da John Vanderheit che la minaccia di ritrovarla ovunque lei fugga. Sul treno viaggia anche un distinto signore che osserva la donna e la didascalia spiega che si tratta di Wil Brand, l'erede legittimo, un cugino di Georg, che ha dato incarico ad un avvocato di far valere i propri diritti sull'eredità contro la vedova. Giungono ad una ridente cittadina su un lago alpino. La stanza prenotata dalla donna, con il falso nome di Karen Svenden, per errore è già stata occupata, Wil Brand offre la propria. La donna rifiuta e l'albergatore le indica una pensione sul lato opposto del lago, nella quale c'è una camera libera. Lei prende una barca e vi si reca. Una campana rintocca tristemente e il barcaiolo accenna alla leggenda del vecchio monaco solitario che predice la morte con la sua campana e si fa il segno della croce. Alla pittoresca cittadina, a bordo di una automobile è arrivato anche John. Ottiene informazioni sui movimenti della donna e la segue con un'altra imbarcazione. Nella pensione tirolese Irmgard è accolta da una ospitale ragazza e, mentre si sta riposando ad un tavolino all'aperto, è raggiunta da Wil Brand che l'avvisa dell'inseguimento di John. La ragazza della pensione le procura abiti da pastora e, così travestita, Imgard si avvia verso la montagna. 

### Atto Secondo
Poco dopo giunge anche John che scopre il travestimento e la fuga, e riprende ad inseguirla. Sugli alti pascoli, Imgard incontra un eremita, con il cappuccio calato sul viso. Si riposa un poco presso la capanna e poi si avvia verso la sommità della montagna. Sosta in una baita dove una giovane montanara le offre un bicchiere di latte e le indica l'erto e impegnativo sentiero. 
È raggiunta da John. Lei minaccia di precipitarsi dallo sperone della roccia del diavolo su cui ha trovato rifugio ma l'intervento dell'eremita che, di nascosto, l'ha seguita, la salva da John e la riconduce alla capanna. John decide di far saltare in aria la capanna e accende la miccia di una carica di dinamite, predisposta dagli operai che stanno costruendo la nuova strada. Avviene un'esplosione che seppellisce la capanna sotto i detriti. L'eremita e Imgard sono vivi, ma sepolti. Dal villaggio vedono l'esplosione e Wil Brand organizza una squadra di salvataggio. Rinvenuta da un malore che l'ha stordita, Imgard riconosce nell'eremita Georg, l'amato compagno creduto morto.

### Atto Terzo
Flashback. Le immagini mostrano come Imgard ha conosciuto Georg. In un parco pubblico insieme ad un'amica leggeva ad alta voce un libro di filosofia a favore del libero amore. Congedatasi dall'amica, è avvicinata dall'elegante signore in bianco seduto sulla panchina a fianco che si presenta come l'autore del libro: lo scrittore e filosofo Georg Vanderheit.
Imgard diventa la segretaria del filosofo. I due si innamorano e lei accetta un'unione non sancita da atti formali. Rimasta incinta, per il bene della creatura in arrivo, chiede a Georg di legalizzare la loro unione. Ne ottiene un risentito rifiuto. Imgard è corteggiata dal fratello gemello di Georg, John, che si offre di sostituirsi a lui e di sposarla. Il matrimonio segreto con John, finto Georg, è celebrato. Georg ne viene a conoscenza. Amareggiato e offeso per il presunto tradimento della donna amata e del fratello, decide di scomparire, fingendosi morto. Sul quotidiano locale compare la notizia del ritrovamento del cappello e del mantello del filosofo, abbandonati sulla riva del lago Maggiore: appaiono le prove di un incidente occorso al professore. Fattosi eremita, Georg giura alla Madonna della neve della montagna di non ritornare nel consorzio civile se non quando la statua scenderà a valle.

### Atto Quarto
John pretende ora di comportarsi come vero marito di Imgard ma la donna lo respinge, provocandone la reazione violenta. Allora lei affida la bambina, ormai cresciuta, alla madre e fugge. Qui finisce il flashback. 
La squadra di soccorso giunge a salvare i due sepolti vivi. John, non visto, di soppiatto, afferra Imgdard e la trascina via con sé sulla montagna. Raggiunto da Georg e da Wil, nella colluttazione che ne segue, scivola e precipita dalla roccia del diavolo giù nel burrone sottostante. La donna accorata implora Georg di darle una seconda possibilità e di seguirla in città, ma lui rifiuta. La affida alle cure di Wil.

### Atto Quinto
Rientrata in albergo, Imgard è raggiunta dalla madre e dalla figlioletta. Wil le chiede un appuntamento. Le propone di cederle l'eredità che gli spetta, ma Imgard non accetta. Chiamata in soccorso in una baita di montagna dove una giovane madre ammalata, con un bimbo nato da poco, assistita soltanto dalla vecchia madre, sta morendo. Imgard affronta il maltempo e corre a prestare aiuto. La giovane muore e lei promette alla anziana donna priva di mezzi di prendersi cura del neonato e di portarlo giù in paese. Avvolta nell'ampio mantello con il bimbo in braccio affronta l'aspro sentiero in discesa mentre scoppia una bufera. Georg nella sua capanna si tormenta per il senso di colpa. Si affaccia alla porta e vede un fulmine spezzare un albero; il tronco precipita e colpisce la statua della Madonna che scivola a valle. Nello stesso tempo scorge da lontano una sagoma di donna, in tutto simile all'effigie della statua, che porta un bimbo fra le braccia e scende verso il villaggio. L'apparizione lo turba come un miracolo. Ormai sciolto dal suo voto, del quale peraltro aveva già invocato la Vergine di essere liberato, definitivamente desiste dall'ostinazione a negarsi a Imgard. 
Wil e Imgard stanno cenando nell'albergo quando, inaspettato, compare al loro tavolo Georg. A Wil, che lo crede morto, appare come un fantasma, ma Imgard ritrova finalmente l'uomo amato e accetta di seguirlo a vivere sulla montagna.

## Produzione
Il film fu prodotto dalla società May Film GmbH.

### Soggetto
Per la prima volta Fritz Lang diresse un film con la sceneggiatrice e scrittrice Thea von Harbou; fu l'inizio di una collaborazione che durerà fino al 1933, quando Lang lascerà la Germania.

### Cast
L'attrice protagonista, Mia May, era la moglie del produttore Joe May.
Troviamo nel ruolo di Wil Brand l'attore Rudolph Klein-Rogge che interpreterà con Lang ben otto film.

### Riprese
Gli esterni furono girati a Woltersdorf, nel mese di luglio. 
Nel film ci sono splendide riprese della natura, paesaggi nevosi e scene di tempesta.

### Durata
Il film era considerato perduto quando nel 1985 fu ritrovato da Walther Seidler alla Cineteca di San Paolo del Brasile. Dei 2032 metri originali, ne sono sopravvissuti 1410, per la durata complessiva di 45 minuti.

### Struttura
La storia è strutturata in cinque atti.

## Distribuzione

### Prima
La prima del film si ebbe a Berlino, al Tauentzienpalast, il 25 dicembre 1920.

### Critica
Lotte Eisner cita la recensione fatta da Film-Kurier del gennaio 1921 sottolineando l'importanza della distinzione che l'articolo propone per la prima volta fra il lavoro di Thea von Harbou e la sceneggiatura di Lang:
«Ciò che Frau von Harbou non capisce, lo spiega col sentimento [...]La sceneggiatura è esemplare nella tecnica della struttura drammatica[...] La regia di Fritz Lang raggiunge un alto livello che va al di là della storia in sé [...] è eccezionale soprattutto nelle scene di massa, per esempio il matrimonio contadino sul lago di montagna bavarese, i balli rustici, le varie scene di gruppo con tipi umani sempre nuovi, variopinte e vivaci.»